# محمد سالم العنزي
محمد سالم العنزي (من مواليد 22 نوفمبر 1976)، هو لاعب كرة قدم متقاعد لعب كمهاجم. ولد في قطر، ومثل منتخب قطر ثم تتحول لتمثيل منتخب الإمارات العربية المتحدة في عام 2009.

## حياته
عاش طفولته في مدينة ام اصلال
م طوله 187سم ووزنه 88.2كغ وقد بدأ مسيرته الكروية مع نادي أم صلال ونادي الريان القطري كمحترف عام 1994م، وفي نهاية موسم 1998/1998 أعير إلى نادي القادسية الكويتي وعام 1999 اعير للنصر السعودي وسجل له 7اهداف في 9 لقاءات في بطولة الدوري السعودي وصنع الهدف الذي أهل النصر للعالمية للبلغاري خرستو ستويشكوف، وبعدها لعب مع نادي الوحدة الإماراتي من2000م، وفي يناير 2004 انتقل إلى نادي الجزيرة الإماراتي، ومنذ عام 2006 وهو يلعب مع نادي الوصل الإماراتي. وانتقل بصيف 2008 للنصر الإماراتي ولعب له 6 أشهر وبعدها إعتزل وعاد في عام 2019 ولعب في نادي كواترو في دوري الدرجة الثانية الإماراتي.
هداف الدوري القطري مرتين عامي 1995و2000م ب9 و14 هدفا على التوالي والإماراتي مرتين أيضا عامي 2001و2002وفي كل منهما سجل 22هدفا م وهو ثاني اعظم هداف وحداوي في الدوري الإماراتي ب62 هدفا بعد محمد سالم والفارق هدف واحد بينهما وله مع الوصل 10اهداف بالدوري ومع الجزيرة 27 هدفا سجل في الدقائق ال12و40و58ثلاثية على الشمال في اياب النسخة الأولى من كاس ولي عهد دولة قطر في الدور نصف النهائي ليفوز الرهيب ب4/1بعد فوزه ذهابا ب2/0(شارك ولم يسجل) وسجل الهدف الوحيد في النهائي على العربي الدقيقة 68 ليفوز بلقب الهداف ب4اهداف من 3لقاءات وهو صاحب الرقم 9مع الريان وهو الريان الذي كان يحمله اخوه غازي مع نادي الاتحاد سابقا الغرافة حاليا وهو هداف كاس الأمير في 1995ب 4اهداف من4 لقاءات منها ثنائية على قطر في لقاء اياب الربع النهائي د17و31والفوز3/1 وهدف ايابا د57والفوز 3/1أيضا وهدف في اياب النصف نهائي على الوكرة د28(2/2) والاقصاء بعد التعادل ذهابا ب1/1وله اجمالا مع الريان 18هدف من25لقاءا بكاس الأمير و8من 10 بكاس ولي العهد
بدا كحارس مع التضامن سابق ام صلال حاليا وتركه عام 1989م وقد لعب مع منتخب قطر لكرة القدم.من 1996الى2003وله 36هدفا من 54لقاءا منها 12من21لقاءا بالتصفيات المونديالية و5 بالتصفيات الآسيوية وهدف بكاس آسيا على الصين في ربع النهائي في لقاء الهزيمة 3/1وهذامن 4لقاءات بلبنان2000و4من 9لقاءات من 3 مشاركات بكؤوس الخليج نال الجنسية الامارتية في 27/1/2004م.

## كأس الخليج 1996
قد سجل هدفين في مرمى منتخب عمان لكرة القدم، وقد سجل هدف في مرمى منتخب البحرين لكرة القدم، وقد سجل هدف في مرمى منتخب الكويت لكرة القدم.متزوج وله جايا مواليد2005 وعبد الرحمن مواليد2006 وله أخ وهو مهند 3 لقاءات دولية مع الإمارات مواليد 1985 ويلعب للعين من2008لمدة 5 سنوات بعد موسمين مع الظفرة بعد أن بدا مع الوحدة وصاحب هدف من 3 لقاءات بمونديال الشباب بالدوحة عام95على روسيا وهدف من 3لقاءات بمونديال الناشئين عام93باستراليا. رقمه مع الريان 9والمنتخب القطري 9 والوحدة 27 والنصر السعودي 19.

## روابط خارجية
- محمد سالم العنزي على موقع الاتحاد الدولي (مؤرشف)  (الإنجليزية)
- محمد سالم العنزي على موقع اتحاد تركيا (لاعب) (الإنجليزية)
- محمد سالم العنزي على موقع قاعدة بيانات كرة القدم.إي يو (الإنجليزية)
- محمد سالم العنزي على موقع ناشيونال فوتبول تيمز (الإنجليزية)